# Delay-Tolerant Networking
Het  Delay-Tolerant Networking Protocol of Disruption Tolerant Networking Protocol, of kortweg DTN, is een nieuw netwerkprotocol, ontwikkeld door NASA.  Dit protocol is ontwikkeld om het effect van tijdelijke communicatieproblemen, beperkingen en onregelmatigheden zo veel mogelijk te beperken. Door de sterke financiële bijdrage van het DARPA is in de Verenigde Staten Disruption Tolerant Networking Protocol meer gebruikt als terminologie.
In 1998 begon een kleine groep mensen, waaronder Vinton Cerf en NASA-ingenieurs, met onderzoek naar interplanetaire netwerken (IPN). Later is de IPN-groep veranderd in een Special Interest Group (IPNSIG) van de Internet Society. IPNSIG heeft een architectuur ontworpen voor netwerken op grote schaal. Voor deze architectuur is dan ook een protocol ontworpen; hieraan wordt nog steeds gewerkt door NASA.
Ondertussen werd er ook door andere onderzoekers gewerkt aan een mogelijkheid om DTN in toepassingen op aarde te gebruiken. Bijgevolg heeft IRTF een nieuwe researchgroep, DTRNG (Delay-Tolerant Networking Research Group), opgericht om een meer algemeen idee over DTN te ontwikkelen.

## Details
Aangezien de ruimtesondes zeer ver van de aarde verwijderd zijn, is het gewone internetprotocol, TCP/IP, niet geschikt. Communicatie met een andere planeet kan erg lang duren. Ook kan communicatie soms langdurig onmogelijk zijn, als er een ruimteschip zich bijvoorbeeld achter een planeet bevindt.
Om een oplossing te vinden voor al deze problemen is het DTN-protocol ontworpen. Bij dit protocol wordt niet uitgegaan van een continue verbinding. De packets die het niet onmiddellijk doorgestuurd kunnen worden, worden niet weggegooid maar opgeslagen tot de verbinding weer beschikbaar is. Er wordt ook rekening gehouden met de lange vertraging die ontstaat als gevolg van de grote afstanden.
Vóór DTN, met de huidige methode, moest elke verbinding met de hand worden opgezet; dit was een tijdrovende bezigheid. Met DTN gaat dit helemaal automatisch.

## Experimenten
NASA heeft reeds een test op 19 november 2008 tot een succesvol einde gebracht. Voor deze test werden tien knooppunten gebruikt. Eén van deze knooppunten was een echte ruimtesonde (Epoxi, op ruim 32 miljoen kilometer van de aarde), de andere negen knooppunten werden hier op aarde gesimuleerd en stelden toestellen op en rond Mars voor. Men heeft op deze manier tientallen plaatjes tussen de aarde en Epoxi verstuurd.

## Delay of Disruption
Vertraging (en=Delay) is een speciale verstoring (en=Disruption) van het signaal. Dus DTN kan voor beide staan, maar de term disruption wordt steeds meer gebruikt. Omdat reden van de verstoring meer oorzaken kan hebben bij lange afstanden dan alleen vertraging.